# Actaeomorpha
Actaeomorpha is een geslacht van kreeftachtigen uit de klasse van de Malacostraca (hogere kreeftachtigen).

## Soorten
- Actaeomorpha alvae Boone, 1934
- Actaeomorpha erosa Miers, 1877
- Actaeomorpha punctata Edmondson, 1935